# Pendé
Pendé is een gemeente in het Franse departement Somme in regio Hauts-de-France. 
De gemeente maakt deel uit van het arrondissement Abbeville en sinds 22 maart 2015 van het kanton Friville-Escarbotin, nadat het kanton Saint-Valery-sur-Somme werd opgeheven.

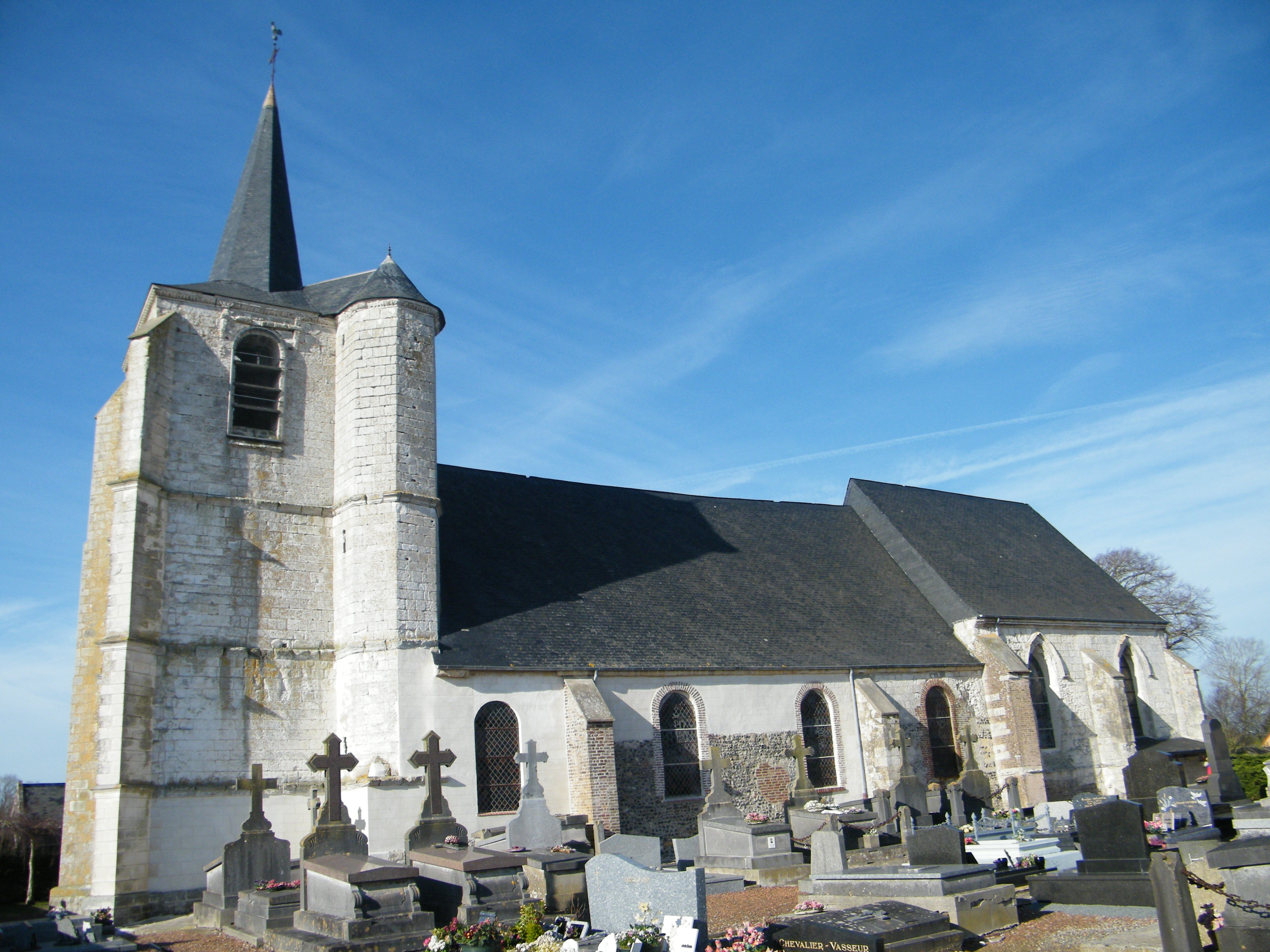
Église Saint-Martin

## Geografie
De oppervlakte van Pendé bedraagt 16,5 km², de bevolkingsdichtheid is 59,4 inwoners per km². Het noorden van het grondgebied van de gemeente grenst aan de Baai van de Somme.
Ten oosten van het dorpscentrum ligt het gehucht Petit Pendé. In het zuiden van de gemeente ligt het gehucht Tilloy. In het noorden liggen Sallenelle, Bethléem en Routhiaville.
De onderstaande kaart toont de ligging van Pendé met de belangrijkste infrastructuur en aangrenzende gemeenten.

## Bezienswaardigheden
- De Église Saint-Martin
- Op het kerkhof van Pendé bevinden zich 9 militaire graven uit de Tweede Wereldoorlog.

## Demografie
Onderstaande figuur toont het verloop van het inwonertal (bron: INSEE-tellingen).

## Verkeer en vervoer
Net over de grens met de aangrenzende gemeente Lanchères ligt het station Lanchères-Pendé aan de Spoorlijn van de Sommebaai.